# Эксплорер С-46
Эксплорер С-46 (англ. Explorer S-46) — американский спутник для исследования околоземного пространства.

## Конструкция
Спутник предназначался для измерения потока электронов и протонов с высокой эллиптической орбиты. Из научных приборов на аппарате были установлены детектор протонов, электронные спектрометры и два счётчика Гейгера высоких и средних энергий.

## Запуск
Запуск Эксплорера С-46 окончился неудачно: не сработала третья ступень ракеты Юнона-2 и был потерян радиоконтакт.